# Constelações organizacionais
As constelações organizacionais são um método de consultoria para as relações interpessoais e interestruturais dentro de uma organização. São derivadas de uma ferramenta similar empregada nas relações familiares chamada de constelações familiares. Foram criadas pelo filósofo e consultor alemão Bert Hellinger e posteriormente refinadas em suas aplicações por uma grande gama de consultores internacionais.

## Bases filosóficas
Suas bases filosóficas se originam no reconhecimento empírico por parte de Bert Hellinger, da existência de leis ou necessidades fundamentais atávicas em todos os grupos humanos, a saber:
- necessidade de pertencimento
- necessidade de equilíbrio nas trocas (dar e receber)
- necessidade de ordem ou hierarquia